# Barmská Wikipedie
Barmská Wikipedie je jazyková verze Wikipedie v barmštině. V lednu 2022 obsahovala přes 102 000 článků a pracovali pro ni 4 správci. Registrováno bylo přes 97 000 uživatelů, z nichž bylo asi 159 aktivních. V počtu článků byla 70. největší Wikipedie.